# Беличка култура
Беличка култура је назив новооткривене праисторијске културе на територији данашње Србије, на локалитету Белица код Јагодине. Према досадашњим истраживањима, на овом локалиту је постојало најстарије светилиште у Европи, а откривена је и највећа икада нађена ризница праисторијских скулптура.
Налазиште је откривено 2002. године, када је пронађена култна јама са приближно 100 уметнички обликованих предмета од камена, керамике и кости. Фигурине су биле похрањене у јаму на ободу кружног храма. Сматра се да оно датира с почетка неолита, односно из око 6.000 године пре нове ере. Према најновијим истраживањима из 2012. године, на локалитету Белице се у земљи крије и велики праисторијски град са монументалним грађевинама.